# Autostrada A6 (Holandia)
Autostrada A6 (nl. Rijksweg 6) – autostrada w Holandii. Zaczyna się na węźle Muiderberg (skrzyżowanie z autostradą A1) i kończy się niedaleko Joure, krzyżując się z autostradą A7.